# گنو استپ
گنو استپ یک پیاده‌سازی ناقص و آزاد از کوکو (اوپن استپ سابق)، یک ابزار ویجت، چارچوب نرم‌افزار و ابزارهای توسعه اپلیکیشین به زبان آبجکتیو-سی برای سیستم عامل‌های شبه-یونیکس و مایکروسافت ویندوز است.
گنو استپ جزو پروژه گنو است.

## صفحات مرتبط
- تکست ادیت
- دارلینگ
- ویندو میکر